# Cárdenas (Hiszpania)
Cárdenas – gmina w Hiszpanii, w prowincji La Rioja, w La Rioja, o powierzchni 3,98 km². W 2011 roku gmina liczyła 178 mieszkańców.